# Boulevard Maurice-Thorez (Bobigny)
Le boulevard Maurice-Thorez, est un des principaux axes du centre historique de Bobigny.

## Situation et accès

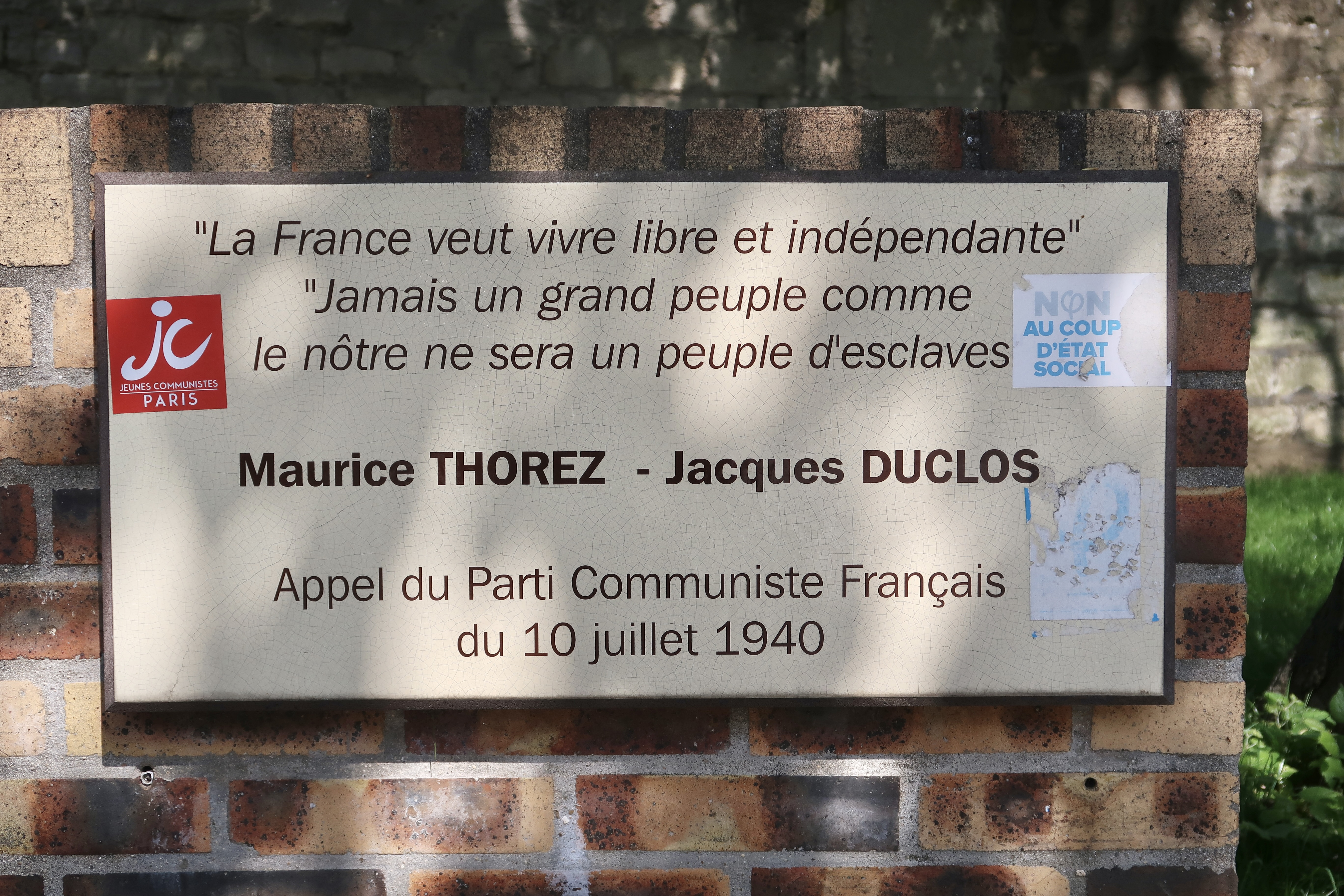
Plaque à la mémoire de Maurice Thorez et de Jacques Duclos, placée à l'angle de l'avenue Pierre-Semard.

Ce boulevard orienté d'ouest en est, part du carrefour de l'avenue Pierre-Semard et de l'avenue du Président-Salvador-Allende et se termine dans l'alignement de la rue Carnot au croisement de la rue Pablo-Picasso.
Il est parcouru sur toute sa longueur par la ligne 1 du tramway d'Île-de-France.
Il est de plus desservi par la station de métro Bobigny - Pablo Picasso sur la ligne 5 du métro de Paris.

## Origine du nom

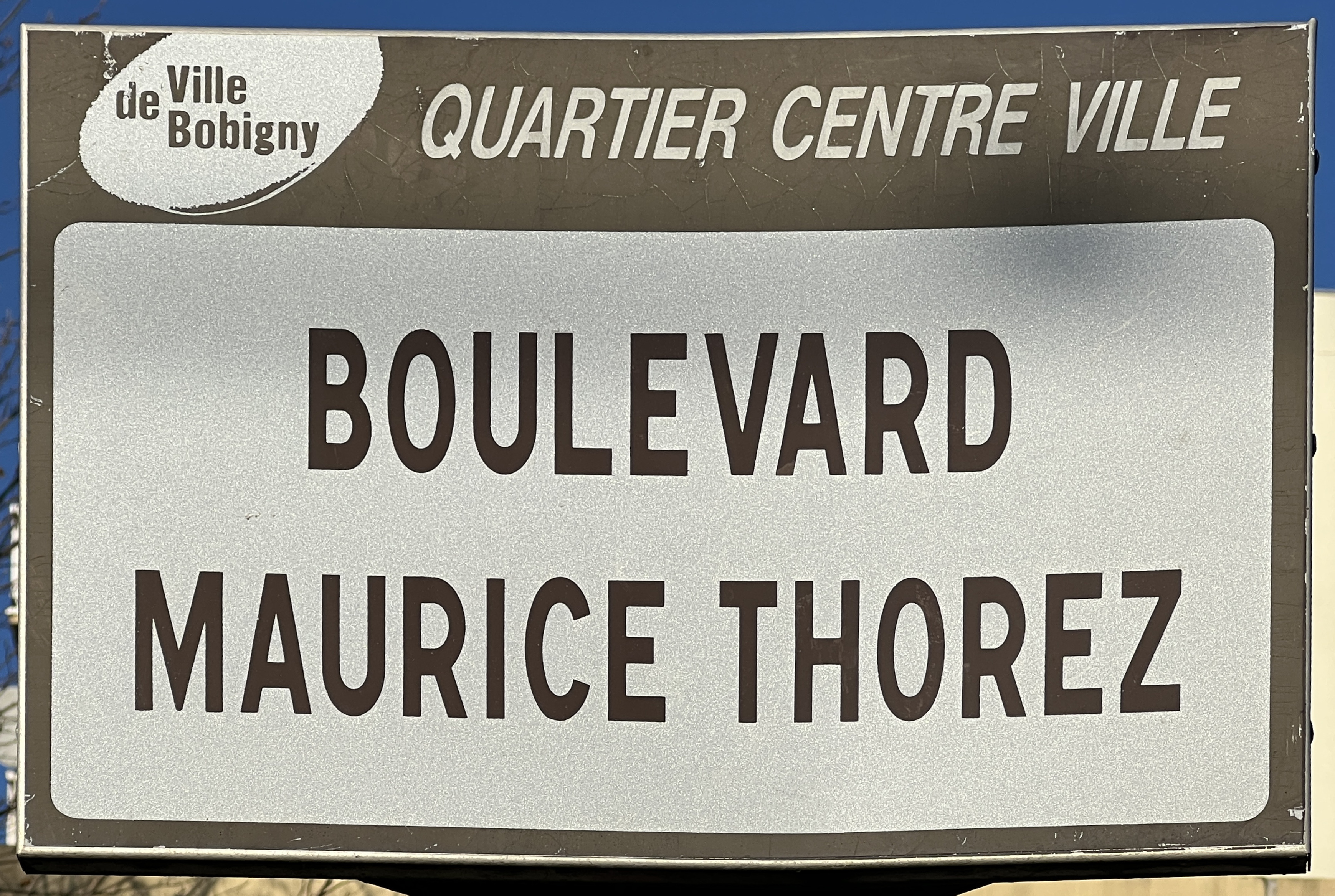
Plaque du boulevard.

Le nom de ce boulevard rend hommage à Maurice Thorez, homme politique français.

## Historique

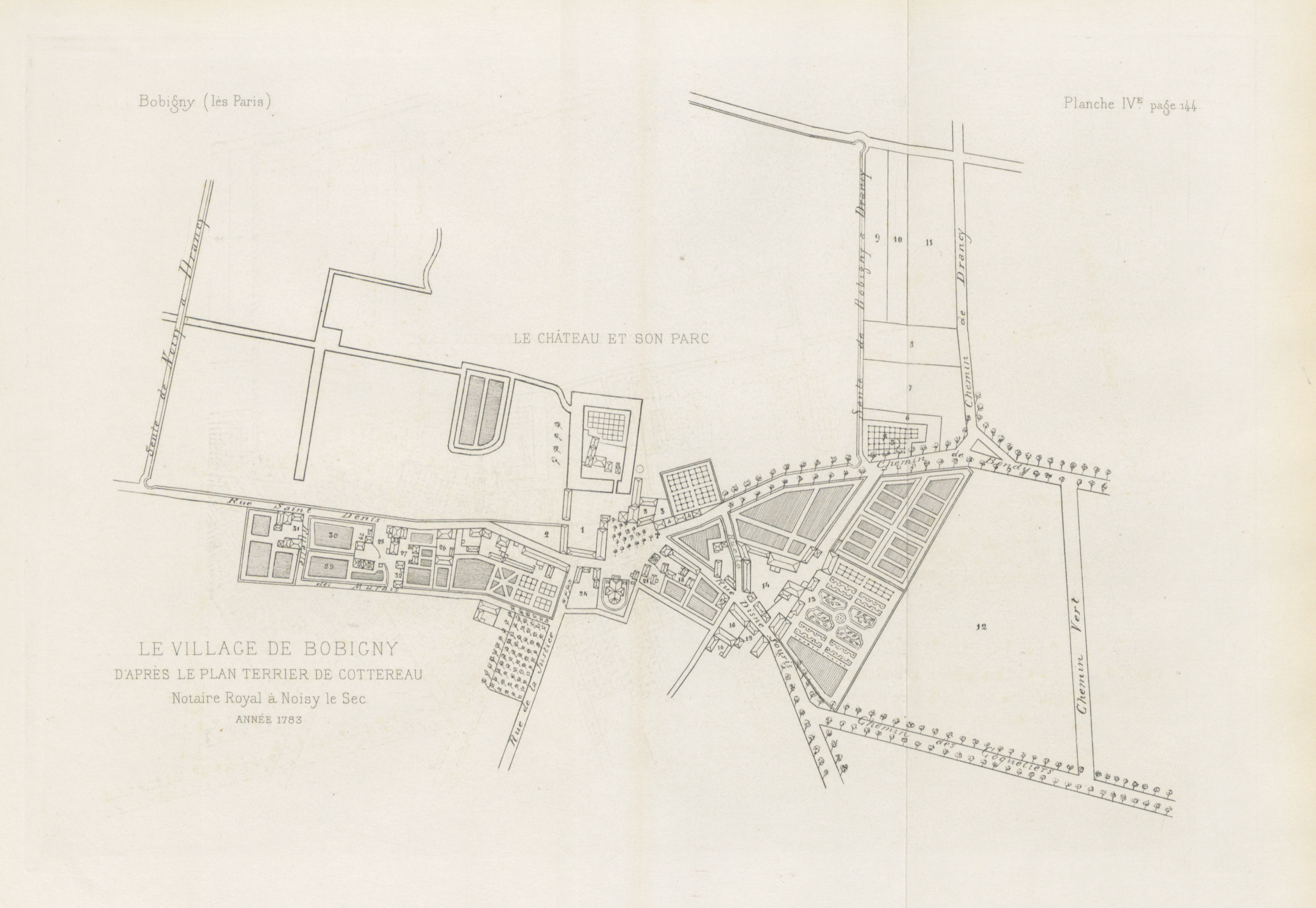
Village de Bobigny, d'après le plan terrier de Cottereau, en 1783.

Il fait partie de l'ancien chemin de Saint-Denis à Bondy, dont le tracé est aujourd'hui suivi par la route départementale 27.
En 1783, le notaire Cottereau fit un relevé détaillé de la ville, où cette voie de communication apparaît comme une allée arborée. Un enclos avec une croix est visible à l'emplacement du cimetière.
En 1887, il figure sur le plan de l'abbé Masson, curé de Bobigny, sous le nom de chemin de Bondy,. 

## Bâtiments remarquables et lieux de mémoire
- Cimetière communal de Bobigny[4].

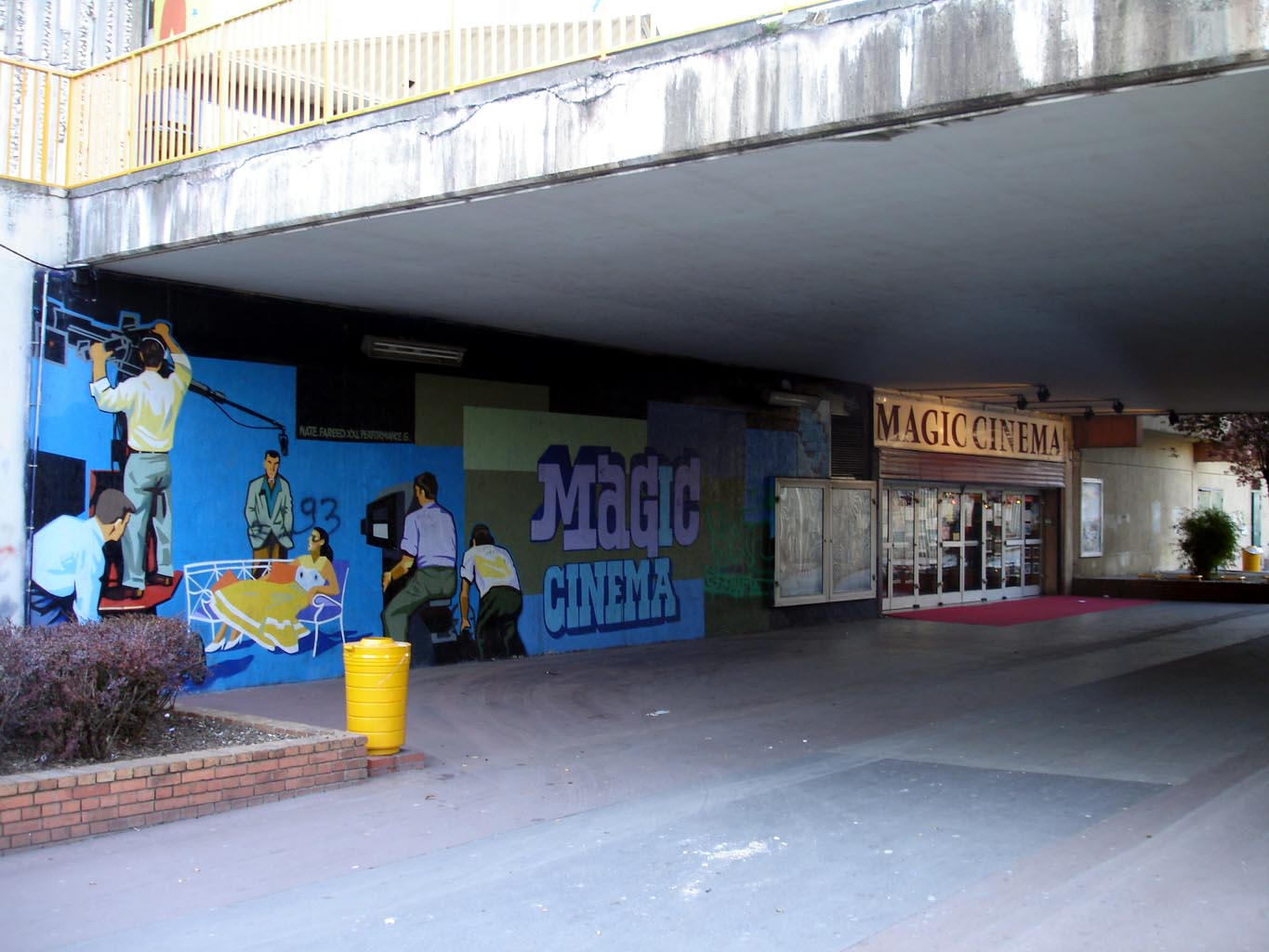
L'entrée du Magic Cinema en 2007.

- Centre commercial Bobigny 2 inauguré en 1974 lors de la destruction complète du centre ville dans les années 1970. Un des objectifs de cette destruction était de séparer complètement la circulation des voitures et des piétons, en créant des dalles surélevées. Il est détruit à son tour en 2020[5] afin de créér le nouveau quartier Bobigny Cœur de Ville[6].
- Ancien Magic Cinéma; ce cinéma d'art et d'essai, emblématique du monde de la culture à Bobigny, fut créé en 1987 par la ville et disposait de deux salles[7],[8],[9],[10]. Placé au pied de Bobigny 2, il fut lui aussi emporté par la tourmente du réaménagement du centre-ville.